# تیورانا
تیورانا (به اسپانیایی: Tiurana) یک منطقهٔ مسکونی در اسپانیا است که در نوگورا واقع شده‌است. تیورانا ۱۵٫۹ کیلومتر مربع مساحت دارد ۶۳۳ متر بالاتر از سطح دریا واقع شده‌است.